# Vi Thanh

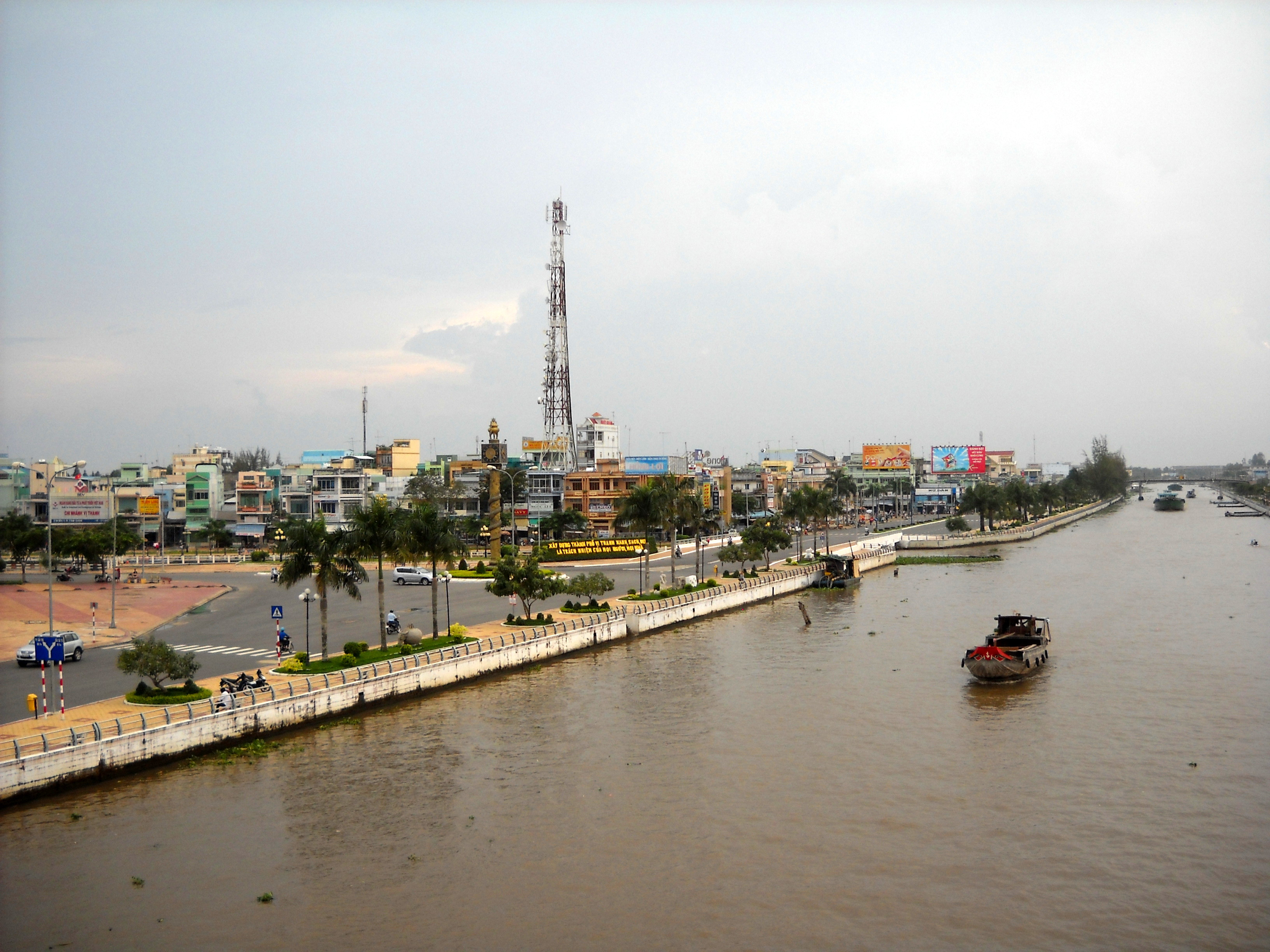
Centrala Vi Thanh, med kanal.

Vi Thanh (på vietnamesiska Vị Thanh) är en stad i Vietnam och är huvudstad i provinsen Hau Giang. Folkmängden uppgick till 71 937 invånare vid folkräkningen 2009, varav 41 713 invånare bodde i själva centralorten.